# A Cidade e as Serras (folhetim)
A Cidade e as Serras foi um folhetim português transmitida pela Programa 1, adaptada da obra homónima de Eça de Queirós por Odete de Saint-Maurice.

## Elenco
- Jacinto Ramos
- Henrique Canto e Castro
- Pedro Pinheiro